# Блотзайм
Блотза́йм (фр. Blotzheim [blɔtz(h)aim]) — коммуна на северо-востоке Франции в регионе Гранд-Эст (бывший Эльзас — Шампань — Арденны — Лотарингия), департамент Верхний Рейн, округ Мюлуз, кантон Сен-Луи. До марта 2015 года коммуна административно входила в состав упразднённого кантона Юненг (округ Мюлуз).
Площадь коммуны — 14,6 км², население — 3656 человек (2006) с выраженной тенденцией к росту: 4268 человек (2012), плотность населения — 292,3 чел/км².

## Население
Численность населения коммуны в 2011 году составляла 4172 человек, а в 2012 году — 4268 человек.
| 1962 | 1968 | 1975 | 1982 | 1990 | 1999 | 2004 | 2006 | 2009 | 2011 | 2012 |
| ---- | ---- | ---- | ---- | ---- | ---- | ---- | ---- | ---- | ---- | ---- |
| 1951 | 2110 | 2353 | 2340 | 3090 | 3564 | 3608 | 3656 | 4042 | 4172 | 4268 |

Динамика населения:

## Экономика
В 2010 году из 2891 человек трудоспособного возраста (от 15 до 64 лет) 2248 были экономически активными, 643 — неактивными (показатель активности 77,8%, в 1999 году — 75,0%). Из 2248 активных трудоспособных жителей работали 2087 человек (1114 мужчин и 973 женщины), 161 числились безработными (72 мужчины и 89 женщин). Среди 643 трудоспособных неактивных граждан 191 были учениками либо студентами, 196 — пенсионерами, а ещё 256 — были неактивны в силу других причин.
На протяжении 2011 года в коммуне числилось 1790 облагаемых налогом домохозяйств, в которых проживало 4089 человек. При этом медиана доходов составила 30815 евро на одного налогоплательщика.